# Карельский фронт
Каре́льский фронт — общевойсковое оперативно-стратегическое формирование (объединение, фронт) Красной армии Вооружённых Сил Союза ССР, в годы Великой Отечественной войны.
Просуществовало с августа 1941 года по ноябрь 1944 года.

## Формирование и состав
Образован директивой Ставки ВГК Вооружённых Сил Союза ССР 23 августа 1941 года из части войск Северного фронта, а именно управление, 7-й, 14-й и 23-й армий, оборонявшихся на момент создания фронта на линии от Баренцева моря до Ладожского озера. Местом расположения штаба фронта был определён город Беломорск (Карело-Финская ССР).
В оперативном подчинении фронта находился Северный флот. Фронт создавался с целью обеспечить северный стратегический фланг обороны на Севере страны. К сентябрю 1942 года в составе фронта были сформированы 19-я, 26-я и 32-я армии, а к концу года и 7-я воздушная армия. В феврале 1944 года в состав фронта обратно была включена 7-я армия, выведенная из его состава в сентябре 1941 года.
Части связи:
- 80-й отдельный ордена Александра Невского[2] полк связи[3].

## Задачи и операции

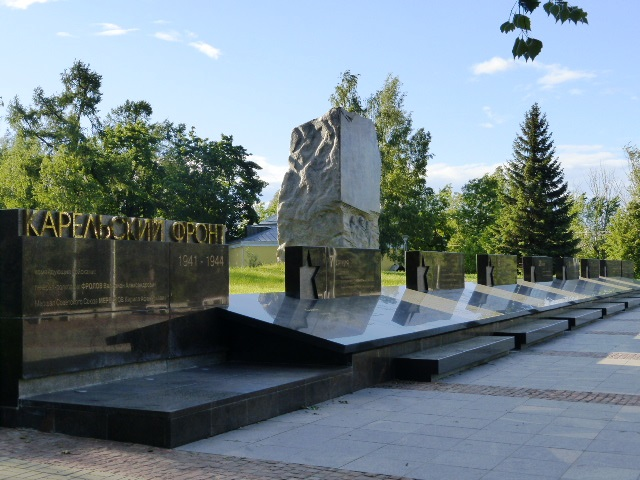
Мемориальный комплекс «Воинам, партизанам и подпольщикам Карельского фронта» в Петрозаводске.

В августе — сентябре 1941 года войска фронта остановили врага, предпринимавшего попытки завладения Заполярьем, и вынудили его перейти к обороне. С сентября 1941 года по июнь 1944 года войска фронта держали оборону по линии: река Западная Лица (60 километров от Мурманска), Ухта, Повенец, Онежское озеро, река Свирь. Периодически проводились частные операции (Медвежьегорская наступательная операция). Подробнее см. Оборона Заполярья.
Во второй половине 1944 года (июль — август) войска фронта при поддержке Ладожской и Онежской военных флотилий провели Свирско-Петрозаводскую операцию, в сентябре — преследование противника на кандалакшском и кестеньгском направлениях, в октябре при поддержке Северного флота — Петсамо-Киркенесскую операцию. В результате на северо-западе Союза ССР была восстановлена государственная граница с Финляндией и Норвегией.
15 ноября 1944 года, после выхода Финляндии из Второй мировой войны, фронт был расформирован. Основа командного состава в апреле 1945 года была переправлена на Дальний Восток, где на её базе было проведено формирование 1-го Дальневосточного фронта (изначально Полевое управление Приморской группы войск).

## Командование

### Командующие
- Генерал-лейтенант, с 28 апреля 1943 генерал-полковник Фролов В. А. (1 сентября 1941 — 21 февраля 1944),
- Генерал армии, с 26 октября 1944 маршал Мерецков К. А. (22 февраля — 15 ноября 1944).

### Члены Военного совета
- Корпусный комиссар Желтов А. С. (1 сентября 1941 — 4 июля 1942),
- Бригадный комиссар, с 1 октября 1942 дивизионный комиссар Куприянов Г. Н. (5 июля — 11 ноября 1942),
- Дивизионный комиссар, с 6 декабря 1942 генерал-майор Батраков П. К. (11 ноября 1942 — 21 февраля 1944),
- Генерал-лейтенант, с 2 ноября 1944 генерал-полковник Штыков Т. Ф. (22 февраля — 15 ноября 1944).

### Начальники штаба
- Полковник, с 9 ноября 1941 генерал-майор Сквирский Л. С. (1 сентября 1941 — 8 мая 1943),
- Генерал-майор, с 16 октября 1943 генерал-лейтенант Пигаревич Б. А. (18 мая 1943 — 27 августа 1944),
- Генерал-лейтенант Крутиков А. Н. (1 сентября — 15 ноября 1944).

### Командующие бронетанковыми и механизированными войсками фронта
- Полковник, с 21 июля 1942 генерал-майор танковых войск Рабинович Михаил Владимирович (3 октября 1941 — 24 января 1943),
- Генерал-майор танковых войск Ермакович Лаврентий Петрович (6 февраля 1942 — 24 мая 1944),
- Генерал-майор танковых войск Кононов Иван Васильевич (24 мая — 15 ноября 1944).

### Начальники артиллерии фронта
- Генерал-лейтенант артиллерии Яскин П.Н. (сентябрь 1941 — март 1944),
- Генерал-лейтенант артиллерии Дегтярев Г. Е. (март 1944 — 15 ноября 1944).[4]

### Начальник инженерных войск фронта
- Генерал-майор инженерных войск Шестаков, Владимир Филиппович (сентябрь 1941 — 5 августа 1942 года)[5]

## Значимые факты

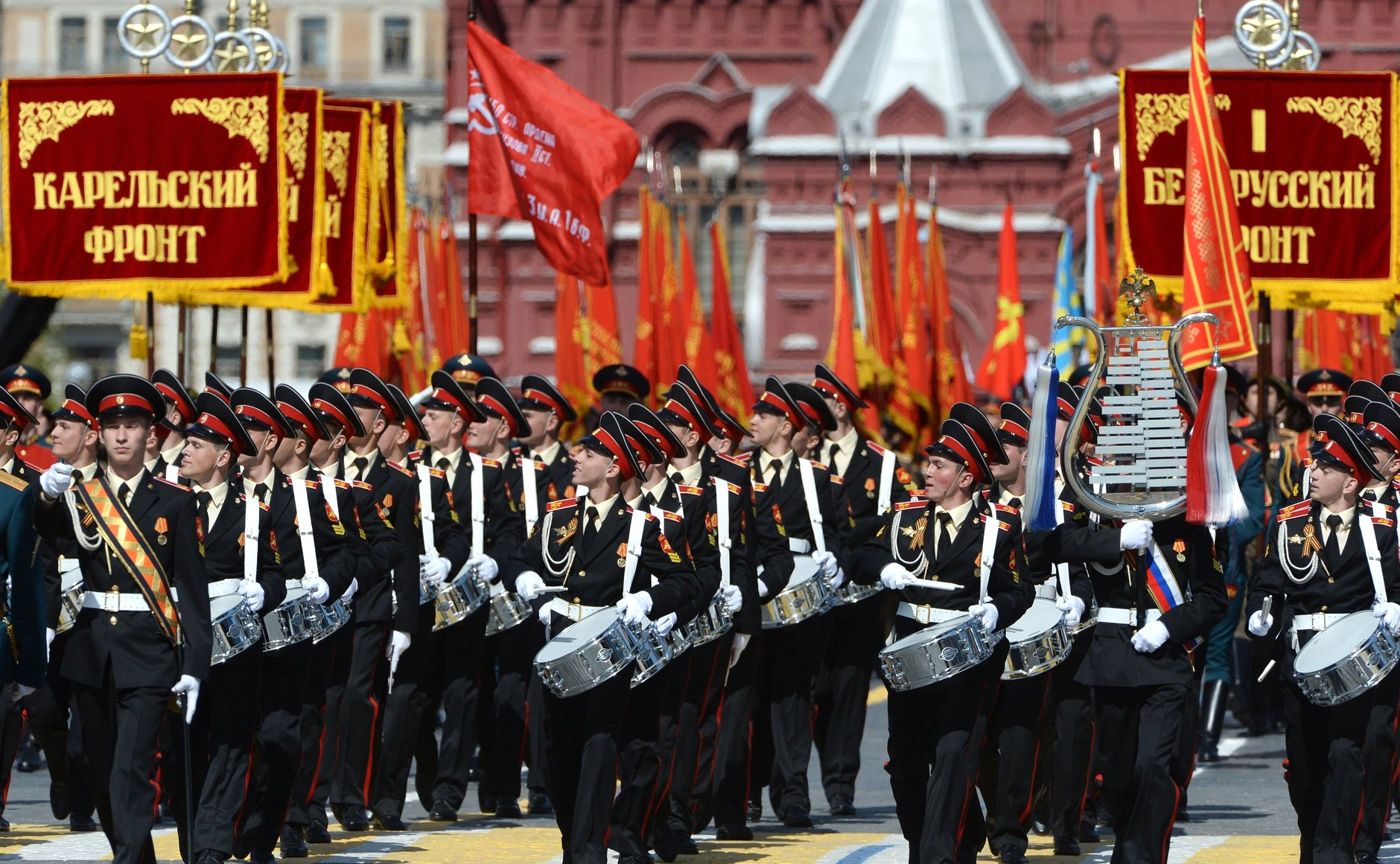
Штандарт Карельского фронта на Параде в честь 70-летия Великой Победы.
Москва, Красная площадь. 9 мая 2015 года.

- Карельский фронт имел самую большую протяжённость среди всех советских фронтов Великой Отечественной войны — до 1600 км в 1943 году.
- При этом единственный из фронтов не имел сплошной линии фронта — только очаги сопротивления со своими линиями соприкосновения с противником, с незакрытыми участками между ними.
- Единственный из всех фронтов имел особо сложные северные природно-климатические особенности.
- Карельский фронт единственный из всех фронтов Великой Отечественной не отправлял в тыл страны на ремонт военную технику и вооружение. Этот ремонт делался в специальных частях и на предприятиях Карелии и Мурманской области.
- Только на Карельском фронте для подвоза грузов использовались такие виды транспорта, как оленьи и собачьи упряжки.
- Единственный фронт, на одном из участков которого (в районе Мурманска) немецкие войска не смогли нарушить государственную границу СССР.
- Звания Героя Советского Союза были удостоены 140 воинов за боевые подвиги на Карельском фронте[6].
- На Параде Победы сводный полк Карельского фронта шёл первым. С тех пор традиционно на парадах 9 мая Штандарт Карельского фронта несут первым среди штандартов фронтов.

## Память

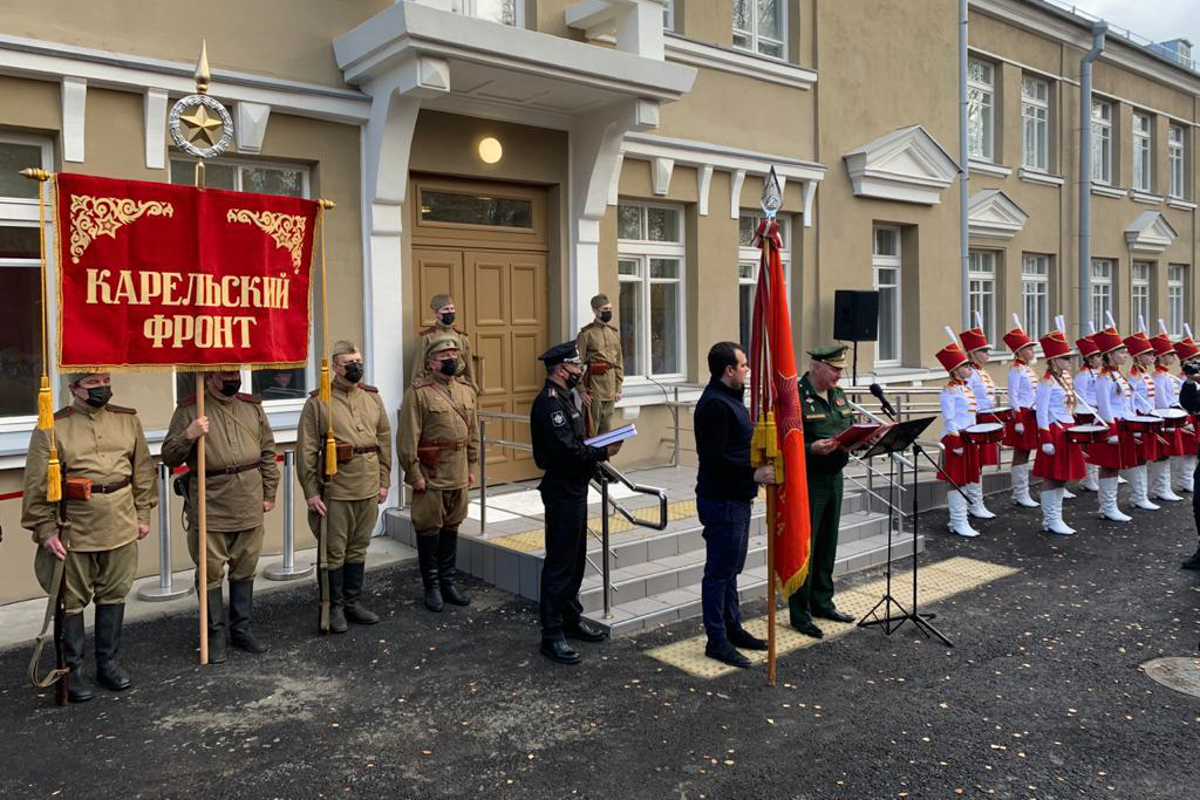
Музей истории Карельского фронта в Беломорске

8 мая 2015 года в Петрозаводске состоялось торжественное открытие Военно-мемориального комплекса Карельского фронта, который увековечил память всех воинских формирований Карельского фронта, принимавших участие в обороне и освобождении Карелии, а также имена 134 Героев Советского Союза и 15 полных кавалеров ордена Славы, удостоенных этого звания за отличия в сражениях в составе частей и соединений Карельского фронта.
В 2020 году в Беломорске открылся Музей Карельского фронта. Основная экспозиция музея насчитывает 10 залов в которых расположены музейные предметы, артефакты военного времени, диорамы, панорамы и инсталляции. Каждый из залов экспозиции посвящен определенной тематике: боям на разных направлениях фронта, тылу, концлагерям на оккупированной территории.

## Газета
Выходила газета «В бой за Родину».
Редакторы:
подполковник Носов Михаил Афанасьевич (1903-?)
подполковник Коробов Петр Иванович (1910-?)
полковник Павлов Борис Потапович (1911->1985)